# كونستانتان

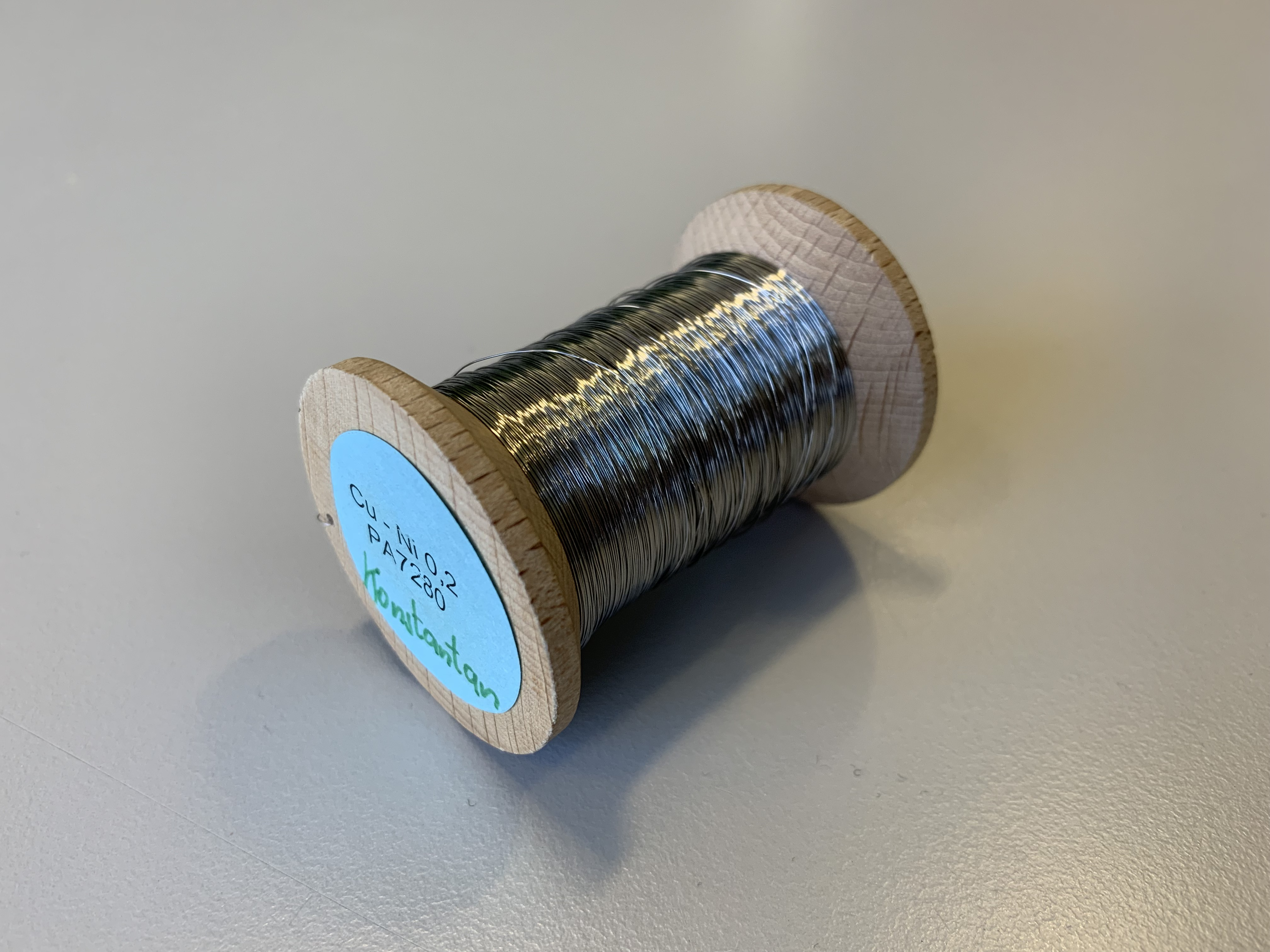
سلك ملفوف من الكونستانتان

كونستانتان  هي سبيكة يتألف تركيبها نمطياً من 55% نحاس و45% نيكل.
تتميز هذه السبيكة بأنها ذات مقاومية ثابتة نسبياً على مجال مرتفع من درجات الحرارة. كان إدوارد وستون Edward Weston أول من اكشتق تلك الخواص، وأنتجت تلك السبيكة في ألمانيا في أربعينات القرن العشرين.